# Kecamatan Bonebone
Kecamatan Bonebone är ett distrikt i Indonesien.   Det ligger i provinsen Sulawesi Selatan, i den centrala delen av landet, 1 600 km öster om huvudstaden Jakarta.